# جين بارسونز
جين بارسونز (بالإنجليزية: Gene Parsons) هو مغن مؤلف وموسيقي ومغني أمريكي، ولد في 4 سبتمبر 1944 في مورونغو فالي في الولايات المتحدة.

## وصلات خارجية
- الموقع الرسمي
- جين بارسونز على موقع ميوزك برينز (الإنجليزية)
- جين بارسونز على موقع ديسكوغز (الإنجليزية)